# 马克西姆·德蒙福孔
马克西姆·德蒙福孔（法語：Maxime Demontfaucon，1993年11月3日—），法国男子赛艇运动员。他曾代表法国参加世界赛艇锦标赛，获得二枚金牌和一枚银牌，均来自男子轻量级四人双桨项目。